# Leucophenga kurahashii
Leucophenga kurahashii är en tvåvingeart som beskrevs av Toyohi Okada 1987. Leucophenga kurahashii ingår i släktet Leucophenga och familjen daggflugor.
Artens utbredningsområde är Thailand. Inga underarter finns listade i Catalogue of Life.